# Wereldkampioenschappen baanwielrennen 1966
De wereldkampioenschappen baanwielrennen 1966 werden gehouden van 29 augustus tot en met 4 september 1966 in het West-Duitse Frankfurt am Main. Er stonden elf onderdelen op het programma, drie voor beroepsrenners, zes voor amateurs en twee voor vrouwen.

## Uitslagen

### Beroepsrenners
| Onderdeel     | Goud              | Goud   | Zilver             | Zilver                   | Brons           | Brons                    |
| ------------- | ----------------- | ------ | ------------------ | ------------------------ | --------------- | ------------------------ |
| Sprint        | Giuseppe Beghetto | Italië | Ron Baensch        | Australië                | Sante Gaiardoni | Italië                   |
| Achtervolging | Leandro Faggin    | Italië | Ferdinand Bracke   | België                   | Dieter Kemper   | Bondsrepubliek Duitsland |
| Stayeren      | Romain De Loof    | België | Ehrenfried Rudolph | Bondsrepubliek Duitsland | Leo Proost      | België                   |

### Amateurs
| Onderdeel            | Goud                                                            | Goud      | Zilver                                                    | Zilver                   | Brons                                                            | Brons       |
| -------------------- | --------------------------------------------------------------- | --------- | --------------------------------------------------------- | ------------------------ | ---------------------------------------------------------------- | ----------- |
| 1 kilometer          | Pierre Trentin                                                  | Frankrijk | Paul Seye                                                 | België                   | Frans Van Den Ruit                                               | Nederland   |
| Sprint               | Daniel Morelon                                                  | Frankrijk | Pierre Trentin                                            | Frankrijk                | Omar Phakadze                                                    | Sovjet-Unie |
| Achtervolging        | Tiemen Groen                                                    | Nederland | Jiří Daler                                                | Tsjecho-Slowakije        | Giorgio Ursi                                                     | Italië      |
| Ploegenachtervolging | Cipriano Chemello Antonio Castello Gino Pancini Luigi Roncaglia | Italië    | Karl-Heinz Henrichs Herbert Honz Jürgen Kissner Karl Link | Bondsrepubliek Duitsland | Stanislav Moskvin Viktor Bykov Michail Koljuschov Leonid Vukolov | Sovjet-Unie |
| Stayeren             | Piet de Wit                                                     | Nederland | Bert Romyn                                                | Nederland                | Christian Giscos                                                 | Frankrijk   |
| Tandem               | Daniel Morelon Pierre Trentin                                   | Frankrijk | Klaus Kobusch Martin Stenzel                              | Bondsrepubliek Duitsland | Walter Gorini Giordano Turrini                                   | Italië      |

### Vrouwen
| Onderdeel     | Goud              | Goud                | Zilver           | Zilver      | Brons            | Brons                          |
| ------------- | ----------------- | ------------------- | ---------------- | ----------- | ---------------- | ------------------------------ |
| Sprint        | Irina Kiritchenko | Sovjet-Unie         | Valentina Savina | Sovjet-Unie | Heidi Blobner    | Duitse Democratische Republiek |
| Achtervolging | Beryl Burton      | Verenigd Koninkrijk | Yvonne Reynders  | België      | Hannelore Mattig | Duitse Democratische Republiek |

### Medaillespiegel
| Plaats | Land                           | Goud | Zilver | Brons | Totaal |
| 1      | Frankrijk                      | 3    | 1      | 1     | 5      |
| 2      | Italië                         | 3    | 0      | 3     | 6      |
| 3      | Nederland                      | 2    | 1      | 1     | 4      |
| 4      | België                         | 1    | 3      | 1     | 5      |
| 5      | Sovjet-Unie                    | 1    | 1      | 2     | 4      |
| 6      | Verenigd Koninkrijk            | 1    | 0      | 0     | 1      |
| 7      | Bondsrepubliek Duitsland       | 0    | 3      | 1     | 4      |
| 8      | Australië                      | 0    | 1      | 0     | 1      |
| 8      | Tsjecho-Slowakije              | 0    | 1      | 0     | 1      |
| 10     | Duitse Democratische Republiek | 0    | 0      | 2     | 2      |
| Totaal | Totaal                         | 11   | 11     | 11    | 33     |